# Os Croods
The Croods (bra/prt: Os Croods) é um filme estadunidense de 2013, produzido pela DreamWorks Animation e distribuído pela 20th Century Fox e Universal Pictures no relançamento. O elenco de voz é composto por Nicolas Cage, Ryan Reynolds, Emma Stone, Catherine Keener, Clark Duke, Cloris Leachman entre outros. O filme é ambientado na era pré-histórica, quando a posição de um homem como "Líder da Caça" é ameaçada pela chegada de um gênio pré-histórico que surge com novas invenções revolucionárias como o fogo.
Os Croods foi escrito e dirigido por Kirk DeMicco e Chris Sanders e produzido por Kristine Belson e Jane Hartwell. Ele foi lançado nos cinemas em 22 de março de 2013. Como parte do acordo de distribuição, este foi o primeiro filme da DreamWorks Animation distribuído pela 20th Century Fox, desde a saída de Paramount Pictures em 2012 com o A Origem dos Guardiões.
Devido ao sucesso do filme, a DreamWorks anunciou uma sequência de Os Croods para estrear em 2017. No entanto, após problemas com a pré-produção e a sinopse, a sequência foi cancelada. No final de 2017, a DreamWorks Animation confirmou a retomada do projeto e que Os Croods 2 teve data de estreia prevista para 19 de setembro de 2020, mas devido a Pandemia de COVID-19, foi adiado para 25 de novembro de 2020.

## Sinopse
Em plena era pré-histórica, escondidos na maior parte do tempo dentro de uma caverna, vivem Grug (Nicolas Cage), a esposa Ugga (Catherine Keener), a vovó (Cloris Leachman), o garoto Thunk (Clark Duke), a pequena e feroz Sandy (Randy Thom) e a jovem Eep (Emma Stone). Eles são os Croods, uma família liderada por um pai que morre de medo do mundo exterior e impede todos de sair à noite, pois, segundo ele, a escuridão pode levar à morte. Só que grandes transformações estão prestes a acontecer pois "o fim do mundo" está próximo, e a curiosa Eep sai da caverna durante a noite e acaba conhecendo o jovem nômade Guy (Ryan Reynolds) e ele vai apresentar a família um incrível mundo novo e várias ideias modernas, para o desespero do paizão protetor. Agora, juntos, eles vão enfrentar grandes desafios e se adaptar a uma nova e divertida era.

## Elenco
- Nicolas Cage como Grug Crood, o patriarca bem-intencionado, mas superprotetor, desatualizado e principal membro da família Crood. Grug acredita que o "novo" é sempre perigoso, por isso mantém sua família sempre dentro da caverna. Grug terá grandes dificuldades em se adaptar ao novo mundo e a entrada de Guy no clã.[7]
- Emma Stone como Eep Crood, a filha mais velha de Grug e Ugga, que é rebelde, sonhadora, cheia de curiosidade e desejo de aventura. Ela e o pai Grug estão sempre em desacordo. Querendo conhecer coisas "novas", Eep ficará maravilhada com o mundo que Guy lhe mostrará.
- Ryan Reynolds como Guy, um jovem nômade órfão que não é tão forte como Grug, mas prefere usar o seu cérebro ao invés da força, o que o faz ter várias ideias para criar e inventar coisas.[8]
- Catherine Keener como Ugga Crood, esposa de Grug, mãe de Eep, Thunk e Sandy, e filha da Vó (Mãe). Ela tem a mente mais aberta do que Grug, mas tem um duro trabalho para cuidar de sua família.[9]
- Clark Duke como Thunk Crood, filho de Grug e Ugga, com 9 anos é o filho do meio, que não é inteligente, não tem força, tem a coordenação ruim, é medroso, mas tem um bom coração.[10]
- Cloris Leachman como Gran, a rabugenta e risonha mãe de Ugga, avó de Eep, Thunk e Sandy, e sogra de Grug. Ela e o genro não se dão nada bem, com Gran sempre zombando dos fracassos de Grug, e este sempre esperando a hora da "morte" da sogra, que nunca ocorre.[9]
- Randy Thom como Sandy Crood, o bebê feroz de Grug e Ugga, que simplesmente morde, não sabe falar, só sabe rosnar. Ela e Braço se tornam grandes amigos ao longo do filme.
- Chris Sanders como Braço, a preguiça de estimação, ajudante e companheiro de viagens de Guy, que também o usa como cinto.

## Produção
Os primeiros estágios de desenvolvimento do filme foi administrado por Aardman Animations, como parte de um acordo de cinco filmes com a DreamWorks Animation. Anunciado em 2005, sob o título provisório Crood Awakening, e como um filme em stop motion. John Cleese e Kirk DeMicco escreveu os primeiros rascunhos do script. Com a saída de Aardman no início de 2007, os direitos para o filme voltou a DreamWorks.
Em março de 2007, Chris Sanders, o diretor de Lilo & Stitch, juntou-se a DreamWorks para dirigir o filme, com a intenção de reescrever o script de forma significativa. Em setembro de 2008, foi relatado que Sanders assumiu How to Train Your Dragon colocando The Croods em espera, e assim, adiando o projeto para ser lançado em março de 2012. Em maio de 2009, o título final do filme foi relatado, juntamente com o novo co-diretor, Kirk DeMicco. Em março de 2011, o filme é adiado novamente para 1 de março de 2013 e logo depois, finalmente, para 22 de março.

## Sequência
Em 2016, a DreamWorks Animation planejou Os Croods 2, que estaria programado para 20 de junho de 2017, mas devido a um problema sério com o roteiro do filme, infelizmente a sequência foi cancelada. Em 2017, começaram a surgir paródias de Os Croods, dizendo que a Dreamworks Animation já havia produzido Os Croods 3, mas foram negados por alguns fãs explicando que seria impossível ter Os Croods 3, se nem havia sido produzido Os Croods 2.
No final de 2017, a Dreamworks Animation anunciou que projeto da sequência foi retomado e que Os Croods 2 irá estrear em 18 de setembro de 2020.

## Recepção

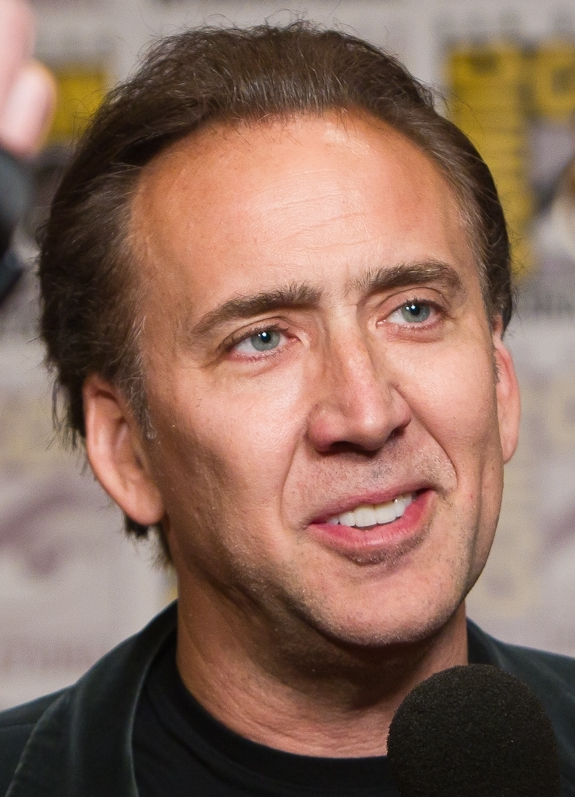
Nicolas Cage que dubla o personagem Grug Crood.

### Crítica
O Croods recebeu críticas geralmente positivas dos críticos especializados. Com 116 opiniões, o filme detém atualmente uma classificação de 70% no website Rotten Tomatoes, com uma nota média de 6,4/10 por comentário dos críticos. Outro website, Metacritic, que atribui uma avaliação normalizada em 100 comentários, calculou uma pontuação de 56 baseado em 26 comentários dos críticos especializados.
Claudia Puig do USA Today relatou que o filme é "uma aventura de animação visualmente deslumbrante, com um elenco de voz bem escolhido e é dificultado por humor sem brilho e uma história sinuosa." Nell Minov de Chicago Sun-Times repreende a tentativa exagerada de piadas sobre sogras, e diz que "Os Croods gentilmente lembra que mesmo antes de existir o fogo, as famílias compreendiam a importância de se proteger e de cuidar uns dos outros". "O filme mistura a maestria técnica com um argumento cheio de boas intenções, mas que peca pelos tropeços de estruturação do roteiro e desenvolvimento dos personagens" diz Pedro Azevedo de Cinema com Rapadura.
"Mesmo com um elenco estelar e efeitos 3-D impressionantes, o filme (…) é fraco em substância, graça e emoção", julga Betsy Sharkey, do Los Angeles Times. Roberto Cunha do website brasileiro AdoroCinema deu 5 estrelas, que no site é a nota máxima para um filme e relatou que "Os Croods [...] apresenta um dever de casa bem feito e que tem tudo para cativar os baixinhos, altinhos, enfim, homo sapiens de todas as estaturas" também elogiou o 3D, as cores e as modelagens dos personagens. "O filme adota uma abordagem relativamente primitiva do roteiro, com sua construção inapropriada, em estilo Flintstones, de blocos narrativos" diz Leslie Felperin em sua critica publicada no site da revista Variety.
Raphael Camacho de CinePop afirmou que o filme é "uma das melhores animações de todos os tempos, inteligente e emocionante". Sérgio Rizzo publicou sua critica em Folha de S.Paulo dizendo que o resultado de Os Croods "é uma isca quase científica para pais e filhos, por meio de uma história destinada a facilitar a identificação de todos com os personagens". O critico Rubens Ewald Filho elogiou a narrativa rápida que tem em todo o filme, os personagens que segundo ele "é bastante simpáticos e desastrados e da direção cheia de efeitos e movimento". Por outro lado, o critico David D'Arcy escreveu em Screen International que os diálogos do filme são completamente fracos, porém, a comédia física é cheia de vida, às vezes com grande criatividade em suas imagens coloridas e animais estranhos que compõem este cenário em 3D. Neil Genzlinger de New York Times escreveu que "Os Croods funciona mais como um estudo de sociologia pré-histórica do que como um filme para o público infantil [...] personagens talvez até forneça aos pequenos algo mais interessante para pensar do que este enredo tolo". David Rooney da revista The Hollywood Reporter relatou que "o humor e o charme do filme é bastante desigual para conquistar um grande sucesso comercial".

### Bilheteria
A partir de 24 de março de 2013, The Croods arrecadou US$48,700,000 em toda América do Norte e US$106,216,000 em outros países, para um total mundial de mais de US$154,916,000.
Na América do Norte, The Croods abriu com $11,600,000, em seu primeiro dia de lançamento em 4,046 locais. Relatórios iniciais estimava que o filme iria abrir acima de US$40 milhões para seu fim de semana de abertura. Em sua primeira semana, o filme arrecadou $43,639,736 que foi visto como uma grande melhoria comparando com o filme anterior do estúdio, Rise of the Guardians.

## Trilha sonora
Alan Silvestri compôs a trilha sonora original para o filme, que foi lançado digitalmente em 15 de março de 2013, pela Relativity Music Group, e em CD em 26 de março de 2013, pela Sony Classical. A trilha sonora também inclui uma canção original feita por Owl City e Yuna.
| Lista de músicas: |                                                     |         |  |
| N.º               | Título                                              | Duração |  |
| 1.                | "Shine Your Way" (interpretada por Owl City e Yuna) | 3:25    |  |
| 2.                | "Prologue"                                          | 2:08    |  |
| 3.                | "Smash and Grab"                                    | 4:09    |  |
| 4.                | "Bear Owl Escape"                                   | 2:45    |  |
| 5.                | "Eep and the Warthog"                               | 3:52    |  |
| 6.                | "Teaching Fire to Tiger Girl"                       | 1:55    |  |
| 7.                | "Exploring New Dangers"                             | 3:33    |  |
| 8.                | "Piranhakeets"                                      | 2:24    |  |
| 9.                | "Fire and Corn"                                     | 2:06    |  |
| 10.               | "Turkey Fish Follies"                               | 4:17    |  |
| 11.               | "Going Guys Way"                                    | 3:15    |  |
| 12.               | "Story Time"                                        | 3:55    |  |
| 13.               | "Family Maze"                                       | 3:21    |  |
| 14.               | "Star Canopy"                                       | 2:07    |  |
| 15.               | "Grug Flips His Lid"                                | 1:44    |  |
| 16.               | "Planet Collapse"                                   | 1:44    |  |
| 17.               | "We'll Die If We Stay Here"                         | 5:28    |  |
| 18.               | "Cave Painting"                                     | 1:12    |  |
| 19.               | "Big Idea"                                          | 2:34    |  |
| 20.               | "Epilogue"                                          | 4:25    |  |
| 21.               | "Cave Painting Theme"                               | 2:52    |  |
| 22.               | "The Crood's Family Theme"                          | 5:54    |  |
| 23.               | "Cantina Croods"                                    | 1:12    |  |
| Duração total:    | Duração total:                                      | 70:17   |  |

## Jogo eletrônico
Um jogo eletrônico baseado no filme, com o título de "The Croods: Prehistoric Party!", foi desenvolvido pela Torus Games, e vai ser publicado pela D3 Publisher. O jogo foi lançado no Wii U, Wii, Nintendo 3DS e Nintendo DS em 19 de Março de 2013.

## Série
"Os Croods" ganharam uma série animada na Netflix chamada ''Croods, o Inicio,
que mostra a vida da família muito antes deles conhecerem Guy e irem viver em cavernas,
quando Grug e cia. moravam no Vale de Aaaahhh!''.